# オレクサンドル・イーウチェンコ
オレクサンドル・ヘオールヒイェヴィチ・イーウチェンコ(ウクライナ語:Олександр Георгієвич Івченко オレクサーンドル・ヘオールヒイェヴィチュ・イーウチェンコ、1903年11月23日(旧暦10日)ヴェルィークィイ・トクマーク - 1968年6月30日ザポリージャ)は、ソ連のウクライナ人技術者。
ロシア語名はアレクサンドル・ゲオールギエヴィチ・イーフチェンコ(Александр Георгиевич Ивченкоアリクサーンドル・ギオールギイェヴィチュ・イーフチェンカ)。

## 概要
ウクライナザポリージャ州中部の都市ヴェルィークィイ・トクマークで生まれた。ソ連の航空技術者で、ウクライナ科学アカデミーの会員(アカデーミク)であった。ソ連成立後の1924年からソ連共産党党員となった。1935年には、ハルキウ工学機械製造大学を卒業した。レシプロ機やターボジェット機、ターボプロップ機のためにエンジンの開発を行い、彼の名を冠した「AI」エンジンシリーズは戦後ソ連の多くの航空機に搭載された。
1945年には、彼を中心にエンジン開発のための設計局が立ち上げられ、のちに「イーフチェンコ設計局」と通称された。現在は、この設計局はウクライナの国営企業アカデミー会員O・H・イーウチェンコ記念国営企業ザポリージャ機械製作設計局「プロフレース」となっている。
2度「レーニン勲章」を受け、4度他の勲章やメダルを授与された。

## 経歴
- 1924年 - ソ連共産党党員(Член КПСС)
- 1948年 - ソ連国家賞(Государственная премия СССР)
- 1960年 - レーニン賞(Ленинская премия)
- 1963年 - 社会主義労働英雄(Герой Социалистического Труда)
- 1964年 - ウクライナ科学アカデミー会員(Академик АН УССР)